# 石川貴大
石川 貴大（いしかわ たかひろ、1998年4月7日 - ）は、日本の元ラグビーユニオン選手。

## プロフィール
- 兵庫県出身[1]。
- 現役時代のポジションはウィング(WTB)、センター(CTB)。
- 身長 180cm、体重 90kg

## 略歴
10歳からラグビーを始めた。
2017年、報徳学園高校卒業後、明治大学に入る。なお報徳学園高校時代、高校日本代表候補に選ばれて、BKリーダーを務めたことがある。
2021年、明治大学卒業後、NTTドコモレッドハリケーンズ(現・NTTドコモレッドハリケーンズ大阪)に加入。
2022年3月5日に行われたJAPAN RUGBY LEAGUE ONE第8節埼玉ワイルドナイツ戦にて先発出場で公式戦初出場を果たした。同年7月、NTT再編に伴う新チーム浦安D-Rocks選手スコッドに選ばれた。
2023年3月、コリアスーパーラグビーリーグの現代グロービスに派遣された。
2024年、現役を引退した。